# Bürglhütte
Die Bürglhütte ist eine private Schutzhütte auf 1699 m ü. A. in den Kitzbüheler Alpen oberhalb von Stuhlfelden im Pinzgau (österreichisches Land Salzburg).
Die frühere Selbstversorgerhütte ist heute teilweise bewirtschaftet (ca. 20 Betten und 25 Matratzenlager). Sie befindet sich an der Südabdachung des Geißsteins (2363 m ü. A.), 5 km nördlich von Mittersill und 7 km östlich des Pass Thurn.
Das Schutzhaus liegt am Talschluss des Stuhlfeldener Mühltales, eines nördlichen Seitentales des Salzachtales.
Der Aufstieg zur Hütte dauert von Stuhlfelden 2–3 Stunden, auf diesem Weg ist im Sommer auch die Zufahrt mit dem Fahrrad oder Auto bis zur Hütte möglich. Der Zustieg von Hinterglemm ist etwas länger.
Die Hütte ist ein wichtiger Stützpunkt des Pinzgauer Spaziergangs, eines beliebten Höhenwegs und des Zentralalpenwegs 02A, eines österreichischen Weitwanderwegs (Hainburg an der Donau – Feldkirch). Der Aufstieg von hier auf den Geißstein (2363 m ü. A.) dauert etwa 2 Stunden.

## Übergänge zu benachbarten Hütten
- Pinzgauer Hütte 6–7 Stunden (östlich)
- Wildkogelhaus 5–6 Stunden
- Bochumer Hütte (auch Kelchalpenhaus) 4 Stunden